# Țesut animal
Țesutul animal reprezintă o grupare de celule strâns unite între ele care au aceeași formă și structură și îndeplinesc aceeași funcție. Celulele animale, spre deosebire de cele vegetale, nu au perete celular.
Conturul lor este greu de observat cu ajutorul microscopului optic școlar, mai ales dacă ele sunt alăturate. De aceea se recomandă ca, acolo unde este posibil, să se încerce conturarea celulelor în funcție de numărul și forma nucleelor. 

## Clasificare
În cursul dezvoltării embrionare, la animale se diferențiază patru tipuri de țesuturi: epiteliale, conjunctive, musculare și nervoase.

### Țesut epitelial
După structură și funcția dominantă, țesutul epitelial se clasifică în trei grupe principale: de acoperire, glandulare și senzoriale. Țesuturile epiteliale sunt alcătuite din celule strâns legate între ele cu puțină substanță intercelulară. Epiteliile de acoperire sunt alcătuite din celule dispuse în straturi ce acoperă corpul și căptușesc organele cavitare. Epiteliile simple pot fi pavimentoase, cubice sau cilindrice. Epiteliile stratificate pot fi pavimentoase, cubice, cilindrice și tranziționale.

### Țesut conjunctiv
Țesuturile conjunctive sunt cele mai răspîndite în corpul animalelor,asigurînd conexiunea dintre celule,țesturi sau organe.
În funcție de raportul dintre componenți ,țesuturile conjunctive se împart în patru tipuri: 
-țesut conjunctiv propriu-zis:lax ăi dens;
-țesut conjunctiv cu proprietăți speciale:elastic,reticular,mucos,adipos,sîngele și limfa;
-țesut cartilaginos;
țesut osos.

### Țesut muscular
Celula musculară este numită  fibră musculară datorită formei alungite. Dispune de membrană(sarcolemă) si citoplasmă(sarcoplasmă). În funcție de dimensiunile, compoziția chimică și localizarea miofibrilelor se disting trei tipuri de țesut: muscular-netede, striate și cardiace.

### Țesut nervos
Țesutul nervos este alcătuit din două tipuri de celule:neuroni și celule gliale. Țesutul nervos formează componentele sistemului nervos:creierul,măduva spinării și nervii.